# Тингрела (озеро)
Тингрела (фр. Lac Téngréla) — озеро в Буркина-Фасо.
Озеро Тингрела находится в юго-западной части страны, на территории области Каскады, вблизи города Банфора.
На северо-восточном берегу располагается одноимённое село; на южном берегу — село Тьюкона.
Имеет сезонный сток в реку Лафеге (приток Комоэ).
Часто посещаемо туристами в связи с обитающей на озере большой колонией гиппопотамов.
Поверхность озера Тингрела покрывают многочисленные виды плавучих растений, в том числе кувшинки (два вида), болотноцветник, чилим, представители семейства пузырчатковых (плотоядные растения) и другие.